# Fimleikafélag Hafnarfjarðar (piłka nożna kobiet)
Fimleikafélag Hafnarfjarðar – kobieca sekcja piłki nożnej islandzkiego klubu sportowego Fimleikafélag Hafnarfjarðar, mający siedzibę w mieście Hafnarfjörður (Region Stołeczny), w południowo-zachodniej części kraju, występujący w latach 1972–1982, 2000–2006, 2010, 2012–2014, 2016–2018, 2020 i od 2023 w rozgrywkach Besta deild.

## Historia
Chronologia nazw:
- 1972: Fimleikafélag Hafnarfjarðar

Kobieca drużyna piłkarska Fimleikafélag Hafnarfjarðar została założona w Hafnarfjörður na początku 1972 roku jako sekcja klubu sportowego Fimleikafélag Hafnarfjarðar. W sezonie 1972 drużyna startowała w pierwszych rozgrywkach 1. deild, wygrywając w grupie A. W finale zwyciężył 2:0 Ármann i została pierwszym mistrzem kraju. W następnym sezonie jednak w finale przegrała 0:0, 0:1 z Ármann i została wicemistrzem. W kolejnych trzech sezonach z rzędu klub zdobywał tytuł mistrza. W 1982 zespół zajął ostatnie 6.miejsce i spadł do 2. deild. W 1989 roku po zajęciu drugiego miejsca w drugiej dywizji zdobył awans do 1. deild, jednak na początku 1990 roku wycofał się z rozgrywek ogólnokrajowych. Dopiero po 3 latach, w 1993 ponownie klub startował w 2. deild. W 1995 liga najwyższa zmieniła nazwę na Úrvalsdeild, a druga liga otrzymała nazwę 1. deild. W 1999 zespół zajął najpierw drugą pozycję w grupie A, a potem po zajęciu drugiego miejsca w turnieju finałowym musiał walczyć o awans z przedostatnią drużyną w Úrvalsdeild. Po wygraniu 1:1, 3:1 dwumeczu z Grindavík, otrzymał promocję do Úrvalsdeild. Po zakończeniu sezonu 2006 zespół znów spadł do 1. deild. Potem grał na najwyższym poziomie krajowym w latach 2010, 2012–2014, 2016–2018 i 2020. W 2023 zespół znów wrócił do Besta deild.

## Barwy klubowe, strój, herb, hymn
|  |  |

Klub ma barwy biało-czarne. Piłkarki domowe spotkania zazwyczaj grają w białych koszulkach, czarnych spodenkach oraz białych getrach.

## Sukcesy

### Trofea międzynarodowe
Do chwili obecnej klub jeszcze nigdy nie zakwalifikował się do rozgrywek europejskich.

### Trofea krajowe
| \| \| Zdobyte trofea w rozgrywkach Islandii (stan na: 31-12-2023) \| |                                                             |      |                                                  |
| Rozgrywki                                                            | Osiągnięcie                                                 | Razy | Sezon(y)                                         |
| Mistrzostwo                                                          | I miejsce                                                   | 4    | 1972, 1974, 1975, 1976                           |
| Mistrzostwo                                                          | II miejsce                                                  | 1    | 1973                                             |
| Mistrzostwo                                                          | III miejsce                                                 | 2    | 1978, 1979                                       |
| Puchar                                                               | zdobywca                                                    | 0    |                                                  |
| Puchar                                                               | finalista                                                   | 0    |                                                  |
| Puchar                                                               | półfinalista                                                | 3    | 2001, 2021, 2023                                 |
| II liga                                                              | I miejsce                                                   | 2    | 2011, 2022                                       |
| II liga                                                              | II miejsce                                                  | 7    | 1985 (A), 1987 (A), 1989, 1999, 2009, 2015, 2019 |
| II liga                                                              | III miejsce                                                 | 3    | 1983 (A), 1998, 2021                             |
| Islandia                                                             | Zdobyte trofea w rozgrywkach Islandii (stan na: 31-12-2023) |      |                                                  |

## Poszczególne sezony

### Rozgrywki międzynarodowe

#### Europejskie puchary
Klub nie uczestniczył w rozgrywkach europejskich.

### Rozgrywki krajowe
| \| Islandia \| Bilans występów klubu w rozgrywkach piłkarskich Islandii (Stan na 31 grudnia 2023 r.) \| \| |                                                                                       |        |       |   |   |   |    |    |     |                                                                 |        |        |      |
| Poziom | Rozgrywki                                                                             | Sezony | Mecze | Z | R | P | B+ | B– | Pkt | Lata                                                            | Awanse | Spadki | Naj. |
| I | 1. deild / Úrvalsdeild / Besta deild                                                  | 27     |       |   |   |   |    |    |     | 1972–1982, 2000–2006, 2010, 2012–2014, 2016–2018, 2020, od 2023 | 0      | 6      | 1    |
| II | 2. deild / 1. deild                                                                   | 22     |       |   |   |   |    |    |     | 1983–1989, 1993–1999, 2007–2009, 2011, 2015, 2019, 2021–2022    | 7      | 0      | 1    |
| III | 2. deild                                                                              | 0      |       |   |   |   |    |    |     |                                                                 |        |        |      |
| | Puchar Islandii                                                                       | 40     |       |   |   |   |    |    |     | 1981–1990, od 1994                                              | 0      | 0      | 1/2  |
| Islandia                                                                                                   | Bilans występów klubu w rozgrywkach piłkarskich Islandii (Stan na 31 grudnia 2023 r.) |        |       |   |   |   |    |    |     |                                                                 |        |        |      |

## Piłkarki, trenerzy, prezydenci i właściciele klubu

### Trenerzy
...
- 2017:  Hákon Atli Hallfreðsson
- 2017–2018:  Orri Þórðarson
- od 2018:  Guðni Eiríksson

## Struktura klubu

### Stadion
Drużyna rozgrywa swoje mecze domowe w Hafnarfjörður na stadionie Kaplakriki, który może pomieścić 6.500 widzów (3.050 siedzących).

## Kibice i rywalizacja z innymi klubami

### Derby
- KR